# 東結城駅
東結城駅（ひがしゆうきえき）は、茨城県結城市大字結城にある、東日本旅客鉄道（JR東日本）水戸線の駅である。
当駅は駅名の通り結城市東部に位置し、同市と筑西市の市境に位置する。鬼怒川の最寄り駅である。

## 歴史
- 1937年（昭和12年）12月1日：鉄道省の駅として新設[3]。
- 1941年（昭和16年）8月10日：営業休止[2]。
- 1955年（昭和30年）4月1日：営業再開[2]。気動車の旅客のみ取扱う無人駅[4]。
- 1987年（昭和62年）4月1日：国鉄分割民営化に伴い、東日本旅客鉄道（JR東日本）の駅となる[2]。
- 2001年（平成13年）11月18日：ICカードSuica供用開始。
- 2005年（平成18年）3月：ホーム5両対応延伸工事完了（従来は4両分）。
- 2009年（平成21年）2月：待合室改良工事完了。
- 2014年（平成26年）3月15日：ダイヤ改正に伴い、全普通列車が停車となる。前日まで朝と深夜の一部列車は、当駅を通過していた。

## 駅構造
単式ホーム1面1線を有する地上駅である。
水戸統括センター（下館駅）管理の無人駅。簡易Suica改札機と乗車駅証明書発行機が設置されている。

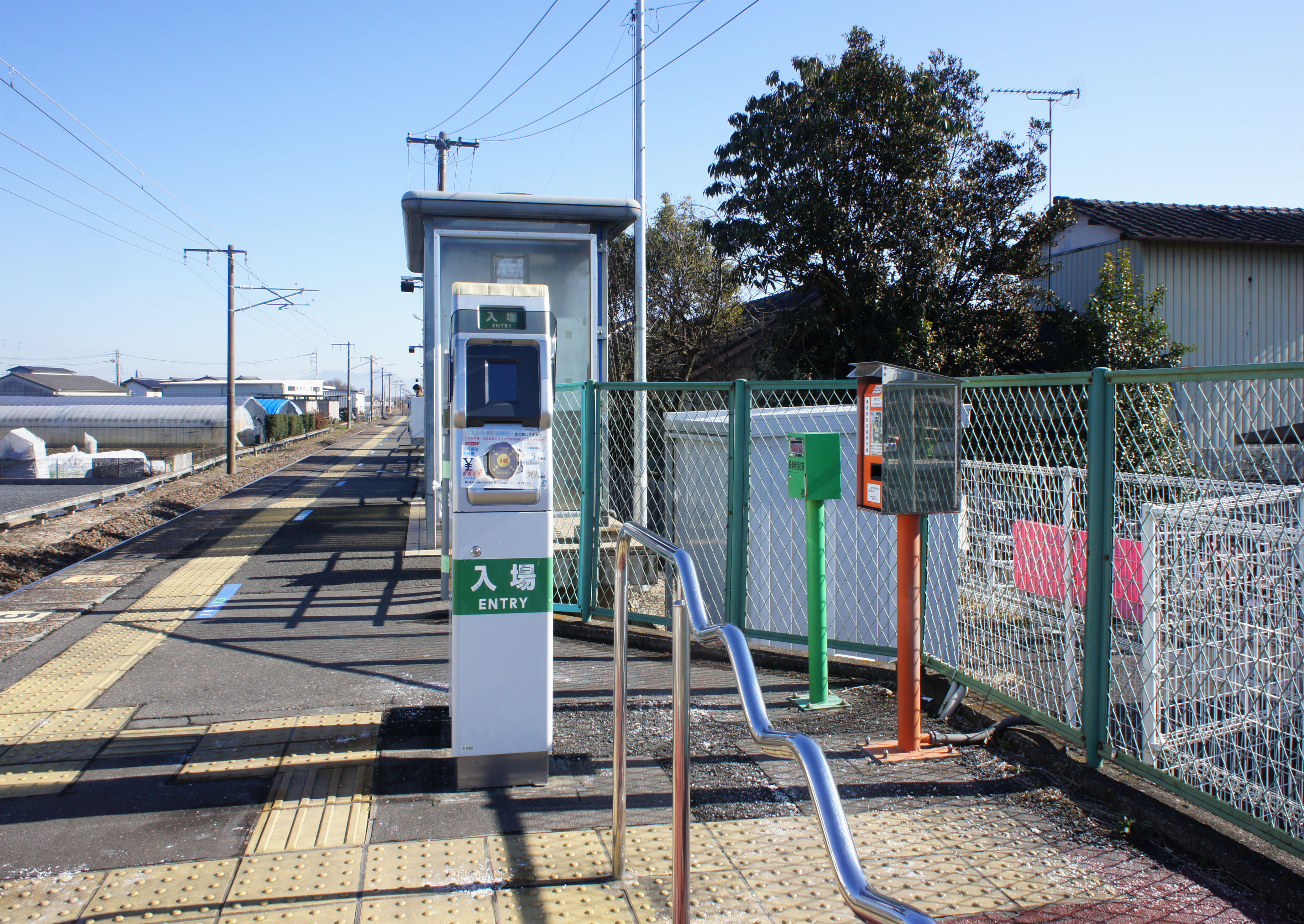
改札口（2022年1月）
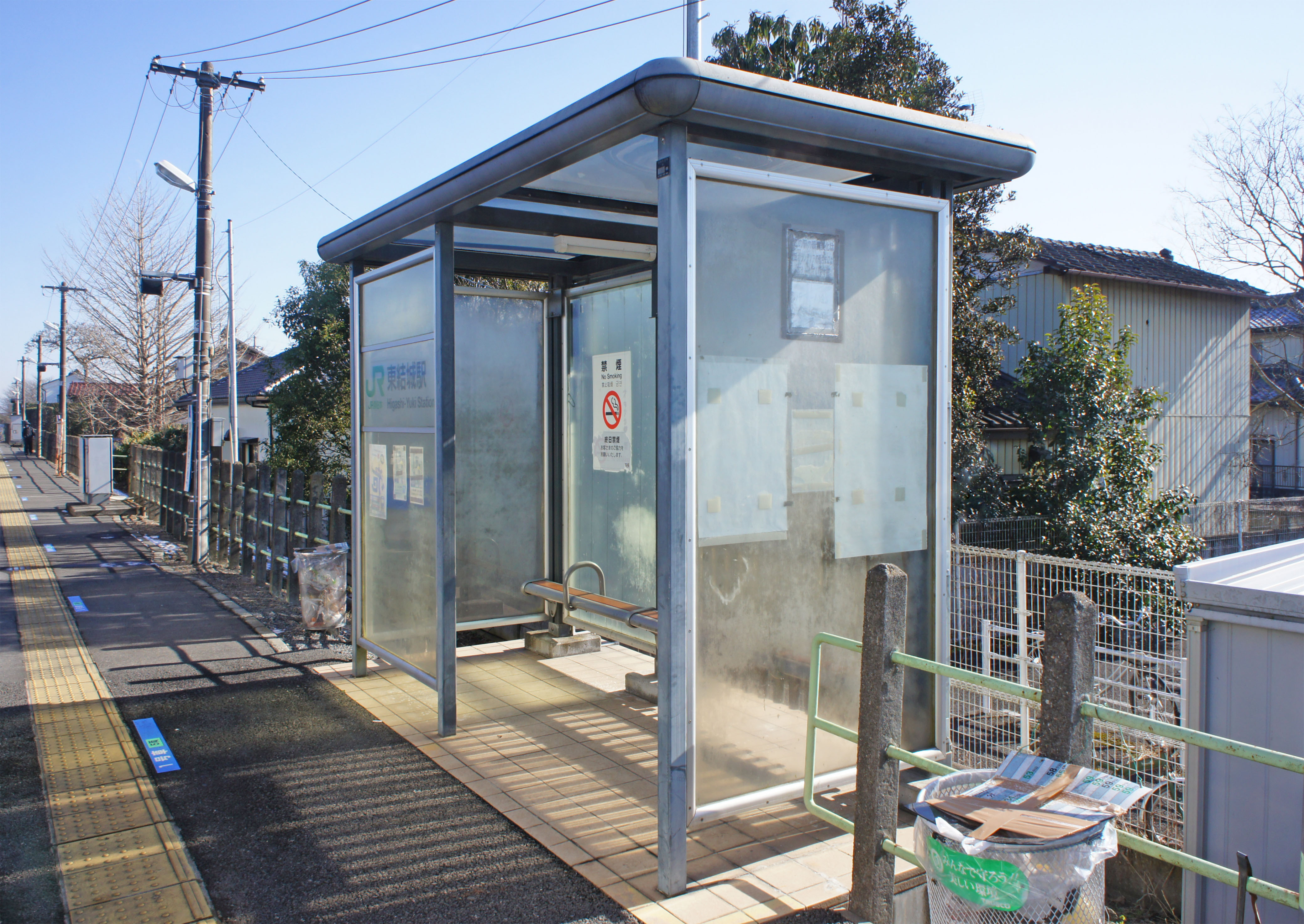
待合室（2022年1月）

## 駅周辺
- 国道50号
- 茨城県立鬼怒商業高等学校
- 茨城県立結城第一高等学校
- 結城市立結城東中学校
- 小山絹滑空場
- 乗国寺

## バス路線
駅西側の道路上に、結城市巡回バス北部東ルート（結城駅北口→結城出張所・公民館前→東結城駅→筑西遊湯館→結城駅北口）の停留所が設置されている。運賃無料、日曜日・祝日・お盆・年末年始は運休。詳細は結城市公式ホームページを参照。

## 隣の駅
東日本旅客鉄道（JR東日本）
■水戸線
結城駅 - 東結城駅 - 川島駅